# Kanton Plœuc-sur-Lié
Kanton Plœuc-sur-Lié (fr. Canton de Plœuc-sur-Lié) je francouzský kanton v departementu Côtes-d'Armor v regionu Bretaň. Tvoří ho šest obcí.

## Obce kantonu
- Le Bodéo
- La Harmoye
- L'Hermitage-Lorge
- Lanfains
- Plaintel
- Plœuc-sur-Lié